# Lycée Michelet (Vanves)
Pour les articles homonymes, voir Lycée Michelet.
Le lycée Michelet, ou cité scolaire Michelet, est un établissement situé à Vanves dans les Hauts-de-Seine, réunissant collège, lycée d'enseignement général et classes préparatoires aux grandes écoles dans des bâtiments classés monuments historiques et entourés d'un parc de 17 hectares.

## Effectifs
À la rentrée 2014, la cité scolaire Michelet a accueilli plus de 2 250 élèves : un peu plus de 600 élèves au collège et près de 1 650 en lycée, dont environ 450 élèves en classes préparatoires. Près de 200 professeurs assurent l'enseignement dans l'établissement, tous niveaux confondus : 50 pour le collège et 140 pour le lycée,. Pour l'année 2013/2014, le lycée Michelet comptait 36 classes de la seconde à la terminale : 14 classes de seconde, 11 classes de première (dont 5,5 première S, 2 première L et 3 première ES) et 11 classes de terminale. 
De 2019 à 2024, le proviseur est Éric Biset (d). La proviseure adjointe depuis la rentrée scolaire 2015, Christelle Krief, est nommée en mai 2021 principale du collège Paul-Bert à Malakoff (Hauts-de-Seine). C'est à la rentrée 2021 que Delphine Coppuyns-Manet devient proviseure adjointe. À compter de la rentrée 2024, le proviseur est Paul Baquiast.

### Classement du lycée
En 2016, le lycée se classe 18e sur 52 au niveau départemental quant à la qualité d'enseignement, et 500e sur 2227, au niveau national. Le classement s'établit sur trois critères : le taux de réussite au bac, la proportion d'élèves de première qui obtient le baccalauréat en ayant fait les deux dernières années de leur scolarité dans l'établissement, et la valeur ajoutée (calculée à partir de l'origine sociale des élèves, de leur âge et de leurs résultats au diplôme national du brevet).

### Classement des CPGE
La cité scolaire accueille six filières de classes préparatoires : ECS, ECT, LSH, MP, PC*, PSI.
Le classement national des classes préparatoires aux grandes écoles (CPGE) se fait en fonction du taux d'admission des élèves dans les grandes écoles.
En 2021, L'Étudiant donnait le classement suivant pour les concours de 2020 :
| Filière | Élèves admis dans une grande école* | Taux d'admission* | Taux moyen sur 5 ans | Classement national | Évolution sur un an |
| --- | ----------------------------------- | ----------------- | -------------------- | ------------------- | ------------------- |
| ECS | 20 / 48 élèves                      | 41,7 %            | 45,5 %               | 19e sur 94          | 4                   |
| ECT | 1 / 29 élèves                       | 3,4 %             | 9,8 %                | 16e sur 43          | 12                  |
| Khâgne LSH | 6 / 40 élèves                       | 15,0 %            | 25,8 %               | 21e sur 79          | 2                   |
| MP | 22 / 38 élèves                      | 57,9 %            | 25,4 %               | 11e sur 134         | 15                  |
| PC* | 22 / 41 élèves                      | 53,7 %            | 22,7 %               | 9e sur 109          | 6                   |
| PSI | 22 / 34 élèves                      | 64,7 %            | 31,7 %               | 14e sur 124         | 7                   |
| Source : Classement 2021 des prépas - L'Étudiant (Concours de 2020). * le taux d'admission dépend des grandes écoles retenues par l'étude. En filières ECT et ECS, ce sont HEC, ESSEC, EM Lyon, EDHEC, et l'ESCP. Pour les khâgnes, ce sont l'ENC, les 3 ENS, les 10 IEP, l'École du Louvre, ESIT, ISIT, ISMaPP, Dauphine, Celsa, et 5 écoles de commerce (HEC, ESSEC, ESCP, EM Lyon et EDHEC). En filières scientifiques, ce sont un panier de 11 à 17 écoles d'ingénieurs qui ont été retenues selon la filière (MP, PC*, PSI) avant 2020. Depuis le classement 2021, une vingtaine d'écoles sont retenues. |                                     |                   |                      |                     |                     |

## Histoire

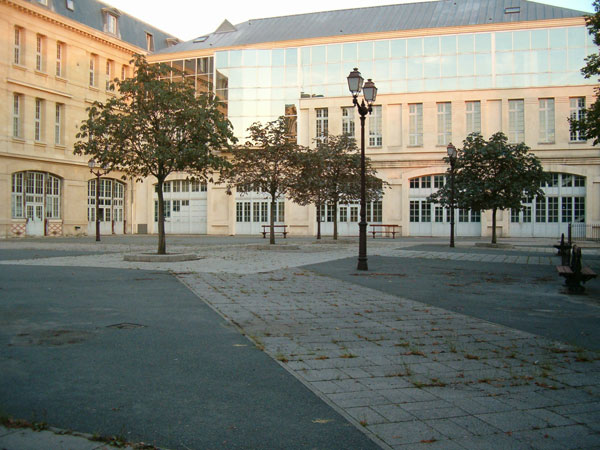
La cour du collège.

Le château de Vanves a probablement été bâti vers le milieu du XVIIe siècle pour l'abbé Charles Le Prevost qui fut le seigneur de Vanves de 1638 à 1661. En 1655, Claude Lebas de Montargis devient propriétaire du château et il fait bâtir, par l'architecte Jules Hardouin-Mansart, un nouveau château. Achevé en 1704, il est acheté en 1717 par le prince de Condé puis vendu comme bien national pendant la Révolution française.
Les bâtiments ont déjà un siècle lorsque le Prytanée français, connu aujourd'hui comme le lycée Louis-le-Grand, achète le terrain en 1798. Il s'agit alors de disposer d'un lieu où les élèves internes puissent passer agréablement les congés. En 1853, les petites classes (collège) du lycée y sont installées définitivement.
En 1859, le château est agrandi et une chapelle est bâtie ; le lycée devient un établissement indépendant en 1864 sous le nom de lycée du Prince-Impérial, sous le patronage du prince, alors âgé de huit ans. En 1870, il prend successivement le nom de lycée Buffon puis de lycée de Vanves et ne devient le lycée Michelet qu'à partir de 1888. De nouveaux bâtiments sont construits au cours des années 1880 sous la direction de l'architecte prix de Rome Alfred-Nicolas Normand.
Les façades et les toitures des bâtiments édifiés avant 1900 sont inscrits au titre des monuments historiques, ainsi que l'intérieur de l'ancien gymnase et de la salle des fêtes,.
Sous le Second Empire, la probité du personnel enseignant est surveillée. Toutefois, faute de pouvoir réglementer leurs loisirs aussi strictement que pour les élèves, les autorités, souhaitant éviter qu'ils ne trainent dans des cabarets, aménagent dans plusieurs lycées des salons de jeux et de lecture pour leur détente, comme à Henri-IV à partir de 1869.
La progressive désaffection du régime de l'internat par les familles parisiennes conduit à la baisse du nombre d'élèves. Le record avait été atteint en 1885 avec 1009 élèves mais diminue par la suite de moitié, la proportion d'internes passant par ailleurs de 93,2 % à 45,8 %.
Pendant la Première Guerre mondiale, le lycée sert d’hôpital chirurgical militaire. Il compte 216 élèves et membres du personnel tués. Après la Première Guerre mondiale en 1919, le lycée Michelet devient un hôpital temporaire pour les militaires français. Durant la Seconde Guerre mondiale, un centre de repos de la Kriegsmarine occupe le lycée dès juin 1940. Les classes du lycée sont dispersées au Lycée Camille-Sée à Paris et dans des locaux à Malakoff. Jean Warin, professeur de lettres, résistant membre du réseau Cohors-Asturies, est arrêté le 9 mai 1944 et déporté dans le camp de concentration de Neuengamme, où il meurt le 14 décembre 1944. Son nom est donné le 10 novembre 1945 à la bibliothèque des professeurs.
Différents événements viennent ponctuer l’année 2014, à l’occasion du 150e anniversaire de l’indépendance du Lycée Michelet.

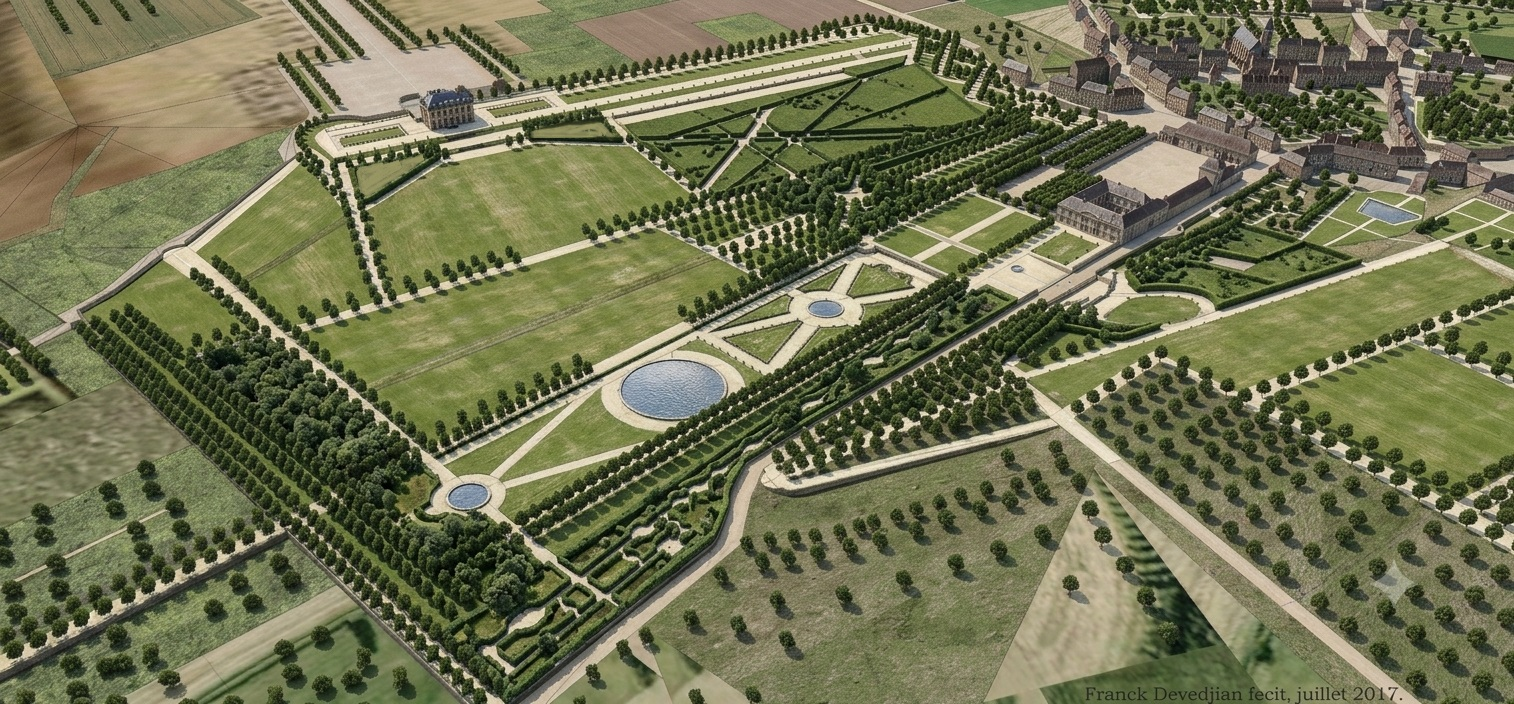
Restitution du château de Vanves à son apogée, vers 1710-1730.

## Personnalités liées au lycée

### Historique des proviseurs
- 1864 – 1870 : Jean-Baptiste Jullien
- 1870 – 1872 : H.I. Chevriaux
- 1872 – 1883  : Augustin  Privat-Deschanel
- 1883 – 1889  : Alexandre Gautier
- 1889 – 1892  : Jules Dalimier
- 1892 – 1901  : Arthur Plancon
- 1901 – 1904  : Jules Favre
- 1904 – 1909  : Anatole Morlett
- 1909 – 1923  : Casimir Calvet
- 1923 – 1929 : Paul Despiques
- 1929 – 1931 :Pierre Berrod
- 1931 – 1937 :Maurice Fauche
- 1937 – 1940 : Paul Guyot
- 1940 - 01/10 au 30/11 : Boniface Georgin
- 1940 – 01/12 au 31/12 : Camile Gibelin
- 1941 – 1945 : Camille Baron
- 1945-1958 : Jean Boulan,
- 1958-1968 : Albert Praud,
- 1968-1969 : Frédéric Martin,
- 1969-1970 : Jacques Chevallier,
- 1970-1984 : Jean-Jacques Jehl,
- 1984-2005 : Pierre Bousquet[22],
- 2005-2014 : Patrick Sorin,
- 2014-2019 : Bernard Gary,
- 2019-2024 : Éric Biset (d),
- Depuis 2024 : Paul Baquiast.

### Élèves
Le lycée Michelet compte nombre de grandes figures parmi ses anciens élèves :
- Jean Aujame (artiste peintre),
- Jean-Louis Beydon (pianiste accompagnateur, directeur du conservatoire de Vanves),
- Francis Blanche[réf. nécessaire] (acteur et humoriste),
- Pierre Bonnard (artiste peintre),
- Jean Borotra (polytechnicien et vainqueur de la Coupe Davis)[réf. nécessaire],
- Francis Bouygues (chef d'entreprise, fondateur de l'entreprise qui porte son nom),
- Albin Chalandon (ancien ministre du logement),
- Éloi Chambrier (docteur en médecine et homme politique du Gabon),
- Jean-Claude Chermann (chercheur, codécouvreur du virus du SIDA),
- Léopold Courouble (écrivain belge),
- Jean Dausset (biologiste, prix Nobel),
- Jean-Paul Delahaye (informaticien et mathématicien),
- Robert Delaunay, 1885-1941, peintre[23],
- Florian Delbarre (docteur en médecine),
- Paul Deschanel[réf. nécessaire] (homme de lettres, académicien français et ancien président de la République),
- Dieudonné[24] (comédien, humoriste),
- Maurice Donnay[25] (auteur dramatique français),
- Maurice Druon (écrivain et académicien français),
- Henri Farge (artiste peintre),
- Jean Glavany (ancien ministre de l'agriculture, député des Hautes Pyrénées),
- Freddy Gomez (historien libertaire)[26],
- Jacques Gonzalès (docteur en médecine, biologiste),
- Fernand Gregh (poète).
- Hector Guimard (architecte),
- René Huyghe (professeur au Collège de France et membre de l'Académie Française),
- François Heaulmé (artiste peintre),
- Jacques Maillot (chef d'entreprise, fondateur de l'entreprise Nouvelles Frontières),
- Jean-Michel Jarre (musicien),
- Serge Lama (chanteur),
- Robert Merle[réf. nécessaire] (écrivain, prix Goncourt 1949),
- Georges Méliès (inventeur des premiers effets spéciaux au cinéma),
- Alexandre Millerand (avocat et ancien président de la République),
- Serge Moati (journaliste, écrivain, animateur de télévision, acteur, réalisateur, scénariste, producteur),
- Hervé Novelli (homme politique français),
- Gaston Palewski (ancien ministre de la recherche scientifique et président du Conseil Constitutionnel),
- Jean-François Parot (diplomate et écrivain),
- Michel Pastoureau (historien médiéviste),
- Émile Picard (mathématicien et académicien français),
- Maurice Ronet (acteur, écrivain et réalisateur),
- Mohammad Zaher Shah (dernier roi d'Afghanistan)
- Eugene H. Trinh (physicien et astronaute),
- André Truong Trong Thi (créateur du premier micro-ordinateur au monde (1973), inventeur du premier système d’archivage électronique),
- François Wertheimer (musicien),
- Maxime Weygand (général et académicien),
- Kemar (vidéaste et humoriste)
- Jean-Pierre Melville (réalisateur et scénariste)

### Enseignants

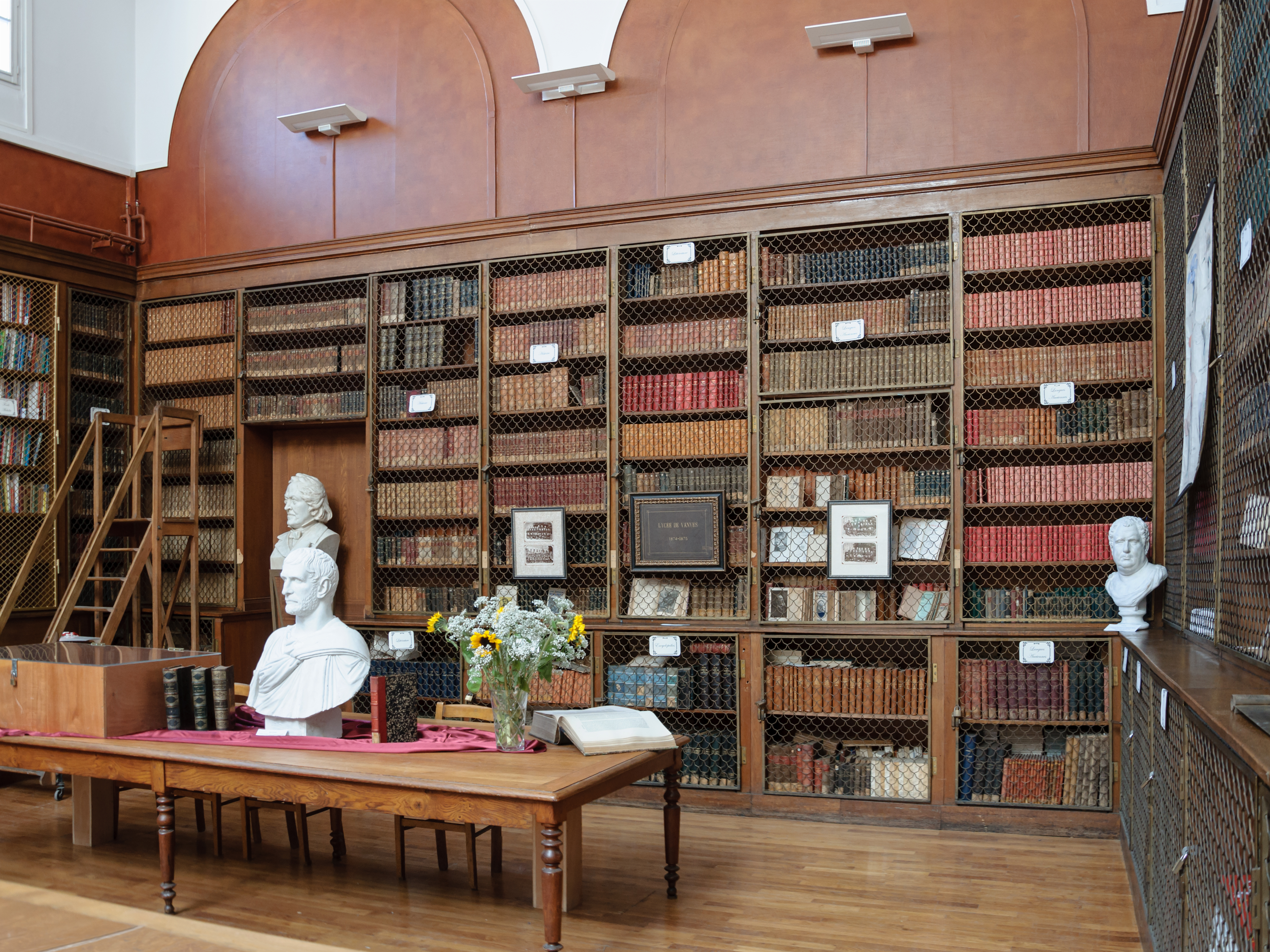
L'ancienne bibliothèque du lycée Michelet.

- Pauline Delabroy-Allard[27] (romancière) ;
- Jules Lagneau (philosophe) ;
- Alain (philosophe) ;
- Jean Poperen (homme politique, député) ;
- Maurice Druon (écrivain, auteur des Rois Maudits, académicien, ancien ministre des Affaires culturelles) ;
- Alain Abbott (compositeur, prix de Rome) ;
- Francis Vian (helléniste) ;
- Maurice Rat (latiniste) ;
- André Bossuat (histoire et géographie) ;
- Pierre Chaunu (histoire et géographie) de 1951 à 1956 ;
- Auguste Dupouy (écrivain) ;
- Charles Bioche (mathématicien) ;
- Jacques Madaule (historien) ;
- Charles Normand (historien) ;
- Émile Schuffenecker (dessin) ;
- Emmanuel Peillet (1914-1973) (professeur de lettres et de philosophie) ;
- Alexis Kauffmann[28] (professeur de mathématiques et fondateur de Framasoft) de 1996 à 1997 ;
- Jean Warin (lettres, résistant, mort en déportation).

## Infrastructures sportives

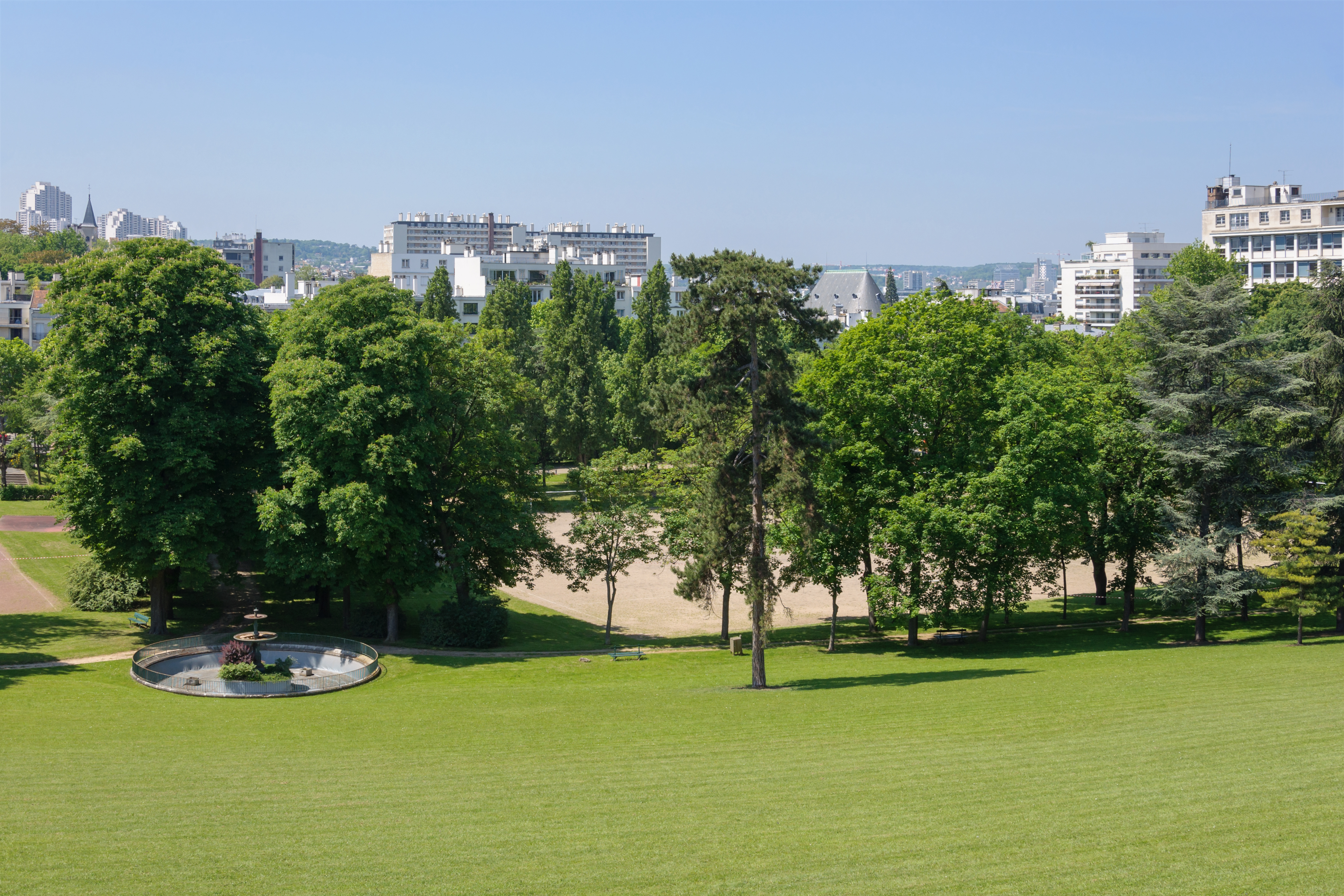
Les infrastructures sportives se situent dans le parc.

Le lycée Michelet est un des lycées français comptant le plus grand nombre d'infrastructures sportives avec :
Installations extérieures :
- un terrain de football synthétique
- une piste d'athlétisme en synthétique
- un plateau d'évolution multi-sports (basket et handball)
- un terrain de lancer de poids (désaffecté),
- une piste de saut en longueur, des équipements pour le saut en hauteur
- un terrain multi-sport sur le haut du parc (tennis, VB, basket, handball...)
- un parc permettant la pratique du vélo et de la course à pied/ cross (triathlon, cross, etc.) et de la course d'orientation.

Installations intérieures :
- une piscine (bassin de 25 m de 5 lignes d'eau)
- deux gymnases multi-sports (handball, volley-ball, basket, badminton...)
- un dojo / salle d'arts martiaux,
- une salle polyvalente (danse, tennis de table, etc. - anciennement salle d'agrès de gymnastique) ,
- un mur d'escalade (dans un des deux gymnases), avec 16 relais (environ 100 voies possibles)
- plus d'une dizaine de vestiaires.

Un cross est organisé tous les ans pour chaque classe du collège, mais pas pour le lycée. En fonction des classes, le nombre de kilomètres augmente. L'association sportive du lycée, l'Union athlétique du lycée Michelet (UALM), a été fondée début mai 1890. Elle a aussitôt adhéré à l'Union des sociétés françaises de sports athlétiques, dont le secrétaire général était le baron Pierre de Coubertin. Elle a été la sixième association sportive scolaire créée en France.
Le 12 juin 1890, l'UALM organise sa première réunion en dépit du mauvais temps. De nombreuses épreuves de course sont alors inscrites au programme. Au cours de sa première saison 1890-1891, le lycée Michelet inaugure la création de l'U.A.L.M. en enlevant le jeudi 26 février 1891 le titre de champion de Paris de football (rugby) par ses victoires successives sur les lycées Henri IV, Buffon, et l'École alsacienne. Depuis cette date, le rugby a été longtemps mis à l'honneur et les couleurs du lycée (cerclées noir et blanc) ont été portées par plusieurs générations de joueurs. Ce sport a été abandonné en 2001 au lycée.
Jean-Paul Coche fut professeur de judo au lycée de 1967 à 1972.
Des travaux concernant la couverture des terrains de baskets, et la piste d'athlétisme ont été réalisés. De nouveaux vestiaires ont été construits. Un éclairage nocturne et des grilles ont été mis en place pour que les associations sportives de la ville puissent utiliser les infrastructures après la fin des cours.

## Infrastructures
- Le lycée Michelet accueille depuis 1995 dans sa cour principale deux pyramides en verre organique, réductions de la pyramide de Khéops au 1/40e,
- Un théâtre se situe à côté du CDI,
- Une chapelle désacralisée sert régulièrement de salle d'examen,
- Une roseraie se trouve également dans l'enceinte du lycée, à côté du pavillon Mansart, face à la bibliothèque des Khâgnes ,
- Dans le parc du lycée, on peut trouver une fontaine ronde qui ne fonctionne plus, de près de 3 m de diamètre, avec îlot central sur lequel nichent rarement quelques canards.
- Le lycée dispose de 7 différentes entrées dont 2 utilisées par les élèves (une pour le collège et l'autre, avec deux pyramides, pour le lycée).
- Des souterrains sont présents sous le lycée (l'accès est aujourd'hui bloqué).

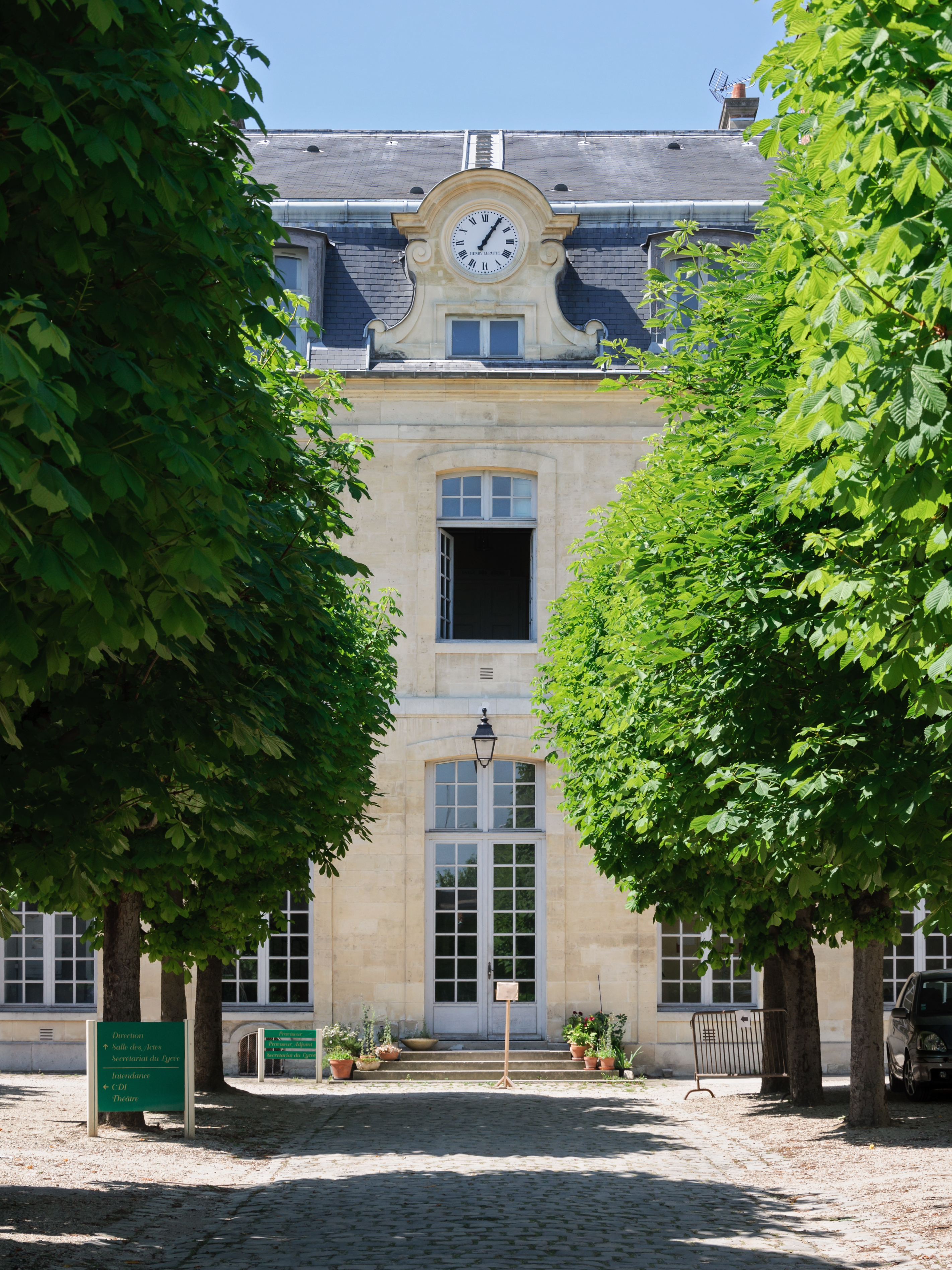
L'entrée du pavillon Mansart, à présent siège de la direction et du secrétariat du lycée.
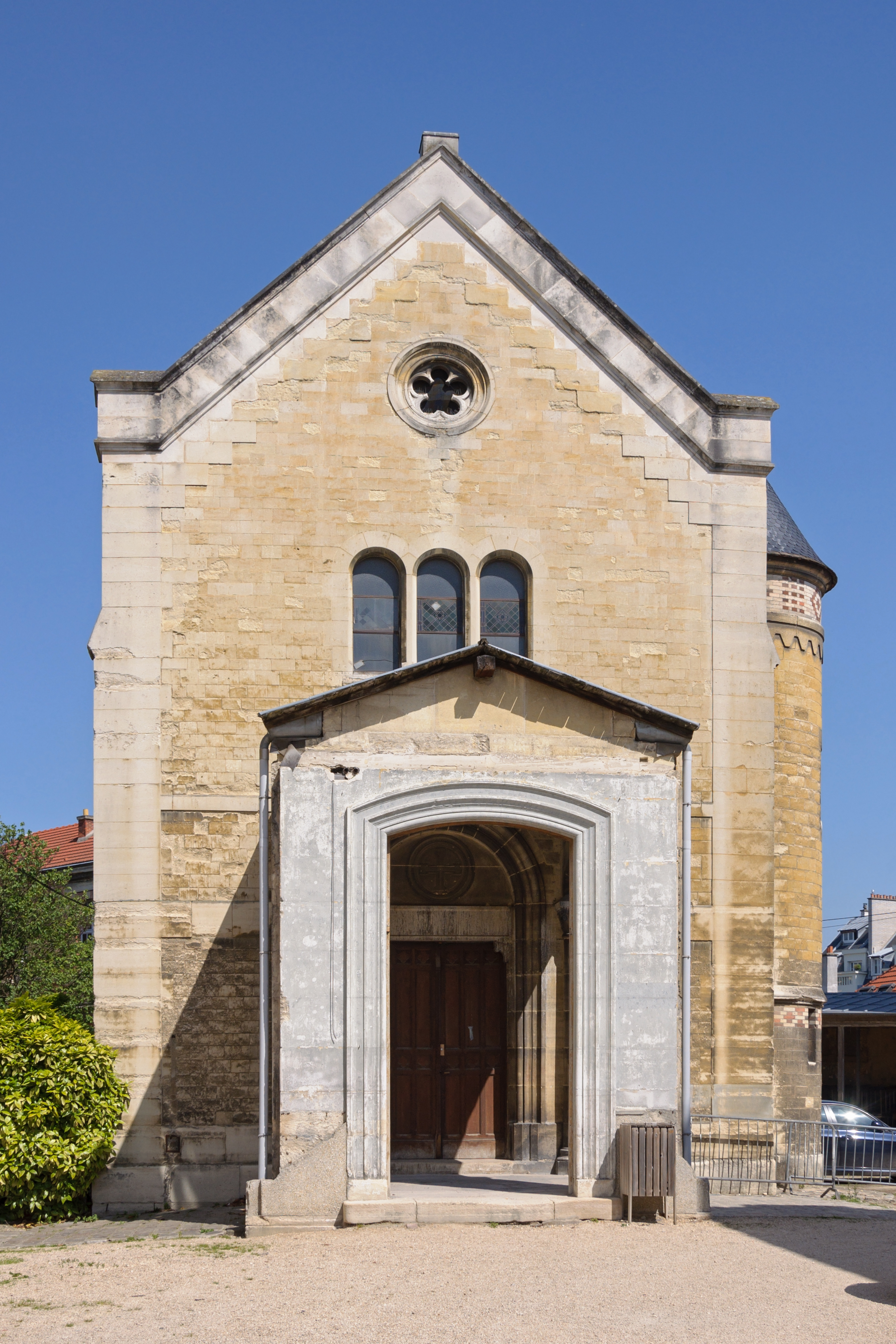
La chapelle désacralisée.

## Lieu de tournage
2013 : 20 ans d'écart de David Moreau.
2015 : Microbe et Gasoil de Michel Gondry, la cour du collège ainsi que les bâtiments (couloir et salles de classe côté collège) servent de décors
2016 : Le Nouveau de Rudi Rosenberg, le gymnase sert de décor pour une scène du film ainsi que le vestiaire et les douches.